# Cesidio e compagni
Cesidio, Placido ed Eutichio sono un gruppo di martiri uccisi a Trasacco (AQ), in Abruzzo, durante la persecuzione di Massimino Trace.

## Agiografia e culto

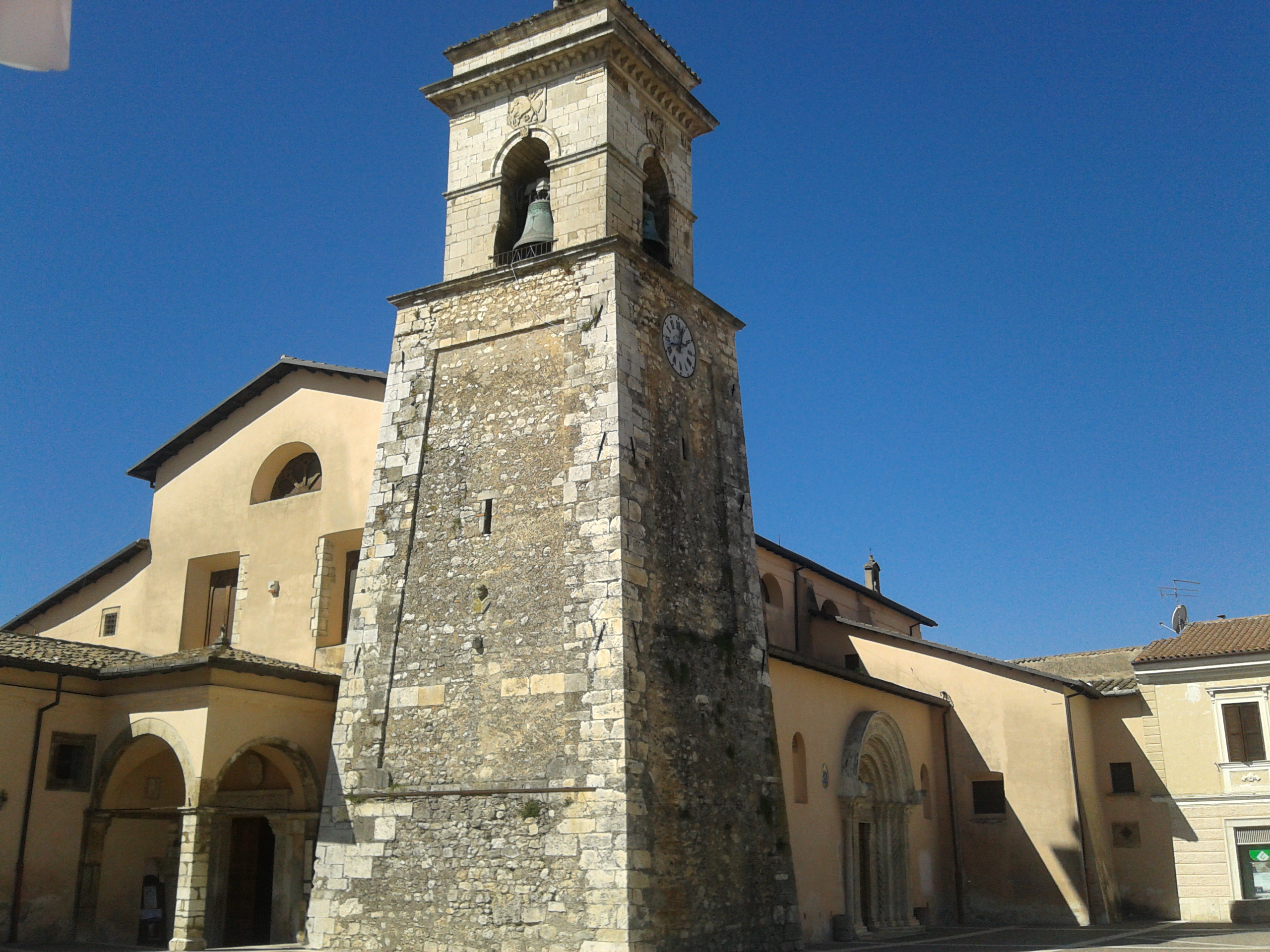
Basilica dei Santi Cesidio e Rufino a Trasacco, luogo principale di culto

Nella prima metà del III secolo, durante una persecuzione contro i cristiani ordinata dall'imperatore Massimino Trace, Cesidio venne incarcerato ad Amasya in Turchia insieme a suo padre Rufino. Ottenuta la libertà, entrambi fuggirono in Occidente e arrivarono nella regione dei Marsi, dove suo padre fondò una chiesa affidandola alla sua guida. Tale chiesa è la Basilica dei Santi Cesidio e Rufino, principale luogo di culto del santo. 
Dopo il martirio del padre Rufino, avvenuto nei pressi di Assisi, Cesidio ne trafugò il corpo portandolo a Trasacco, per cui il magistrato romano ordinò la sua condanna a morte; fu martirizzato insieme a Placido ed Eutichio mentre celebrava la messa.
Altre fonti sostengono che Cesidio sarebbe stato ucciso a Trasacco prima del padre, e quindi non avrebbe potuto trafugare il corpo del padre Rufino, né avrebbe potuto essere stato condannato per tale gesto.
San Cesidio è venerato come santo e diacono a Trasacco.